# Isonychus tomentosus
Isonychus tomentosus är en skalbaggsart som beskrevs av Hermann Burmeister 1855. Isonychus tomentosus ingår i släktet Isonychus och familjen Melolonthidae. Inga underarter finns listade i Catalogue of Life.